# Máquina de energía de Newman

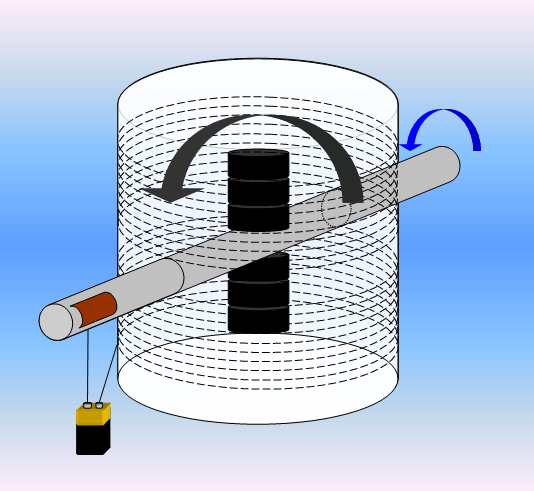
Diagrama de la máquina

La máquina de energía de Newman (en inglés, Newman's Energy Machine) es un motor CC cuyo inventor, Joseph Newman, afirma que genera más energía mecánica que la energía eléctrica con la que se alimenta (un supuesto aparato de movimiento perpetuo). En 1979 Newman intentó patentarlo, pero fue rechazado por la Oficina de Patentes y Marcas de Estados Unidos. Tras apelar, la Corte de Distrito solicitó que la máquina de Newman fuese probada por la Oficina Nacional de Estándares (NBS). La NBS concluyó en junio de 1986 que la energía de salida no era mayor a la de entrada y que no era una máquina de movimiento perpetuo, en consecuencia la solicitud fue rechazada nuevamente. La comunidad científica ha rechazado las ideas de Newman sobre la electricidad y el magnetismo como pseudocientíficas y sus afirmaciones como falsas.

## Afirmaciones de su inventor
Al añadir rollos a la armadura de un motor, en este se genera una fuerza contraelectromotriz cada vez más grande.
Newman esbozó sus afirmaciones sobre que había una interacción electromagnética fundamental en toda la materia derivada de un solo tipo de partícula de fuerza que se propaga a la velocidad de la luz. Newman afirma que el motor deriva su potencia al convertir una parte de la masa del cobre de las bobinas en energía útil, aplicando la equivalencia entre masa y energía de Einstein. Según los partidarios de la máquina de energía, la parte más crucial del diseño se refiere a lo que ocurre como resultado de una conmutación mecánica.

## Solicitud de patente en Estados Unidos
En 1979, Newman envió una solicitud de patente para su aparato a la Oficina de Patentes y Marcas de Estados Unidos. La solicitud fue finalmente rechazada en 1983, lo cual inició un largo proceso legal.
La Corte de Distrito de Estados Unidos solicitó a un juez maestro que tomase la decisión final. William E. Schuyler, Jr, ex Comisionado de la Oficina de Patentes y Marcas de Estados Unidos en Washington D. C., fue elegido por la corte para tomar la decisión final sobre si otorgar la patente a Newman o no otorgársela. Schuyler supuso que las evidencias que apoyaban la afirmación de Newman eran abrumadoras, por lo que no halló contradicción alguna.
Sin embargo, el juez ordenó que la máquina de Newman fuese probada por la Oficina Nacional de Estándares (NBS). La Oficina Nacional de Estándares, hoy conocida como el Instituto Nacional de Estándares y Tecnología (NIST), estuvo probando el aparato por varios meses a solicitud de la Oficina de Patentes y obtuvo resultados negativos. En cada caso presentado en el reporte de la NBS, la salida de energía era menor que la entrada de energía desde el paquete de baterías, por lo que su eficiencia era inferior al 100%. En consecuencia, la corte rechazó otorgar la patente.
Newman argumentó que había sido maltratado por la Oficina de Patentes, e intentó que su motor fuese legalizado directamente por el Congreso de Estados Unidos. Él obtuvo una audiencia el 30 de julio de 1986 frente a varios senadores, pero no tuvo éxito. Durante la audiencia, Newman rechazó que la máquina fuese probada por expertos independientes y el senador John Glenn resaltó que el experto supuestamente independiente de Newman había tenido anteriormente una relación de negocios con este.
El caso es ahora citado en el Manual de Procedimiento en el Examen de Patentes de la Oficina de Patentes y Marcas de Estados Unidos como un ejemplo de un invento "inoperativo" que no puede tener ninguna utilidad, concretamente como una máquina de movimiento perpetuo.

## Controversia del movimiento perpetuo
Newman afirma que su aparato deriva su potencia al convertir una pequeña fracción de la masa de las bobinas de cobre en energía, y por lo tanto no es una máquina de movimiento perpetuo. Varios científicos no creen que esta teoría sea correcta, clasificándolo como «solo otra máquina imposible de movimiento perpetuo». Los escépticos argumentan que sin importar su modo exacto de operación, si la salida de energía es mayor que la entrada de electricidad necesaria, el aparato debería ser capaz de funcionar en "circuito cerrado", produciendo energía en exceso sin necesidad de baterías externas.

## Controversia legal
En agosto de 2007, la Comisión de Acciones del Estado de Alabama emitió una orden de cese contra la Newman Energy Corp. porque estaba vendiendo acciones no registradas de su compañía.